# Abraham Attah

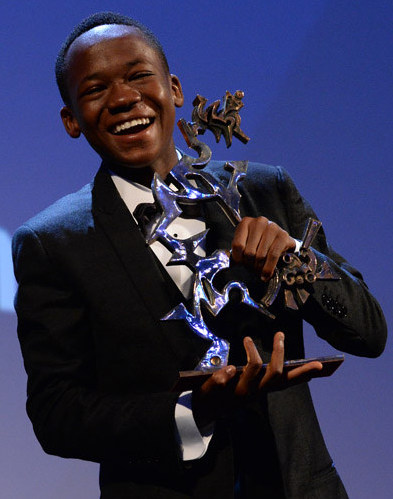
Abraham Attah (2015)

Abraham Attah (* 2. Juli 2001 in Ghana) ist ein ghanaischer Schauspieler.

## Biografie
Attah, der im Stamm der GaDangme in der Nähe von Accra aufwuchs, ist vor allem durch die Darstellung des Kindersoldaten Agu aus dem Drama Beasts of No Nation des Regisseurs Cary Joji Fukunaga bekannt geworden. Dieser preisgekrönte Auftritt war gleichzeitig sein Schauspieldebüt. Er spielt auch im 2017 erschienenen Film Spider-Man: Homecoming mit.